# 日英学生会議
日英学生会議（にちえいがくせいかいぎ、英: UK-Japan Student Conference、略称：UKxJP）は、2016年に設立された国際交流と学術議論を目的とした学生団体である。日英両国の大学生が集まり、1週間のサマープログラムを通してグローバル問題に関する議論を行う。

## 概要
日英学生会議は、オックスフォード大学、キングス・カレッジ・ロンドン、ユニヴァーシティ・カレッジ・ロンドン、ロンドン・スクール・オブ・エコノミクス、東京大学、早稲田大学、慶応義塾大学の学生によって設立された。2016年9月に最初の学生会議がロンドンで、2017年9月には第二回の会議が東京で開催された。サマープログラムは専門家によるセミナー、ワークショップ、アイディアコンテスト、文化交流企画、グループ発表などからなる。2016年設立当初より、東京大学・早稲田大学・慶応義塾大学の起業・国際交流サークルであるBizjapanと提携して会議を運営している。

### 理念
「日英両国の大学生が、意見を交わし、視野を広げ、将来にわたる交友関係を築くことのできる、リベラルでアカデミックな議論の場をつくること」を目的に掲げている。

## 活動内容
例年、日英両国に関連性のあるグローバル問題がテーマとなっている。2016年には先進国における貧困問題、2017年には移民問題がテーマに選ばれた。会議では有名大学から講演者が招待されてセミナーが行われるほか、運営委員会自体が企画するワークショップやフィールドワークもある。会議招集前に参加者は事前学習を行うことを求められ、会議の初日には事前学習の成果を発表するプレゼンテーション、会議の最終日には会議での学びを発表するグループ発表がある。

### 参加者
会議テーマに意欲をもち、一定レベル以上の英語力と議論への積極性を持った日本もしくはイギリスの大学の正規学部生が参加者に選ばれている。

### 勉強会
夏会議参加者を対象に、会議テーマに関する事前学習が課され、学習内容を共有して議論するためにスカイプを駆使した勉強会が実施される。

### 過去の講演者
- ロンドン・スクール・オブ・エコノミクス　ニール・リー教授

- ユニヴァーシティ・カレッジ・ロンドン　ダニエル・キルバーン講師

- オックスファム　カーラ・ヴィオランテ氏
- オックスフォード大学　苅谷剛彦教授
- 東京大学　アンダル・ジャクリーン特任准教授
- 東京大学　ホールマン・キャンドラー講師
- 国際移住機関（IOM）